# Millionarts
Millionarts (bürgerlich: H.I.M. Horuz und R. Zimbelmann) ist ein Musikproduzententeam aus Hamburg.

## Karriere
Nach Produktionen für Künstler in den USA verzeichnete das Produzententeam erste Erfolge in Deutschland durch die Produktion der Lieder Schmerz und Katastroph (featuring Samra) für das 2016 in Deutschland Top 20 gechartete Album Zurück zur Straße des Berliner Rappers Alpa Gun. Den Chorus von Schmerz schrieb der ehemalige Deutschland Sucht den Superstar-Sieger Mehrzad Marashi.
Sie produzierten das Intro für das Album Mocro des Frankfurter Rappers Dú Maroc, das 2018 in die offiziellen deutschen Albumcharts und die offizielle Schweizer Hitparade einstieg.
Millionarts und Gorex produzierten die Single Alles für mich von Fard feat. Moe Phoenix (2018), die auch auf dem Habuubz Volume I Mixtape von Fard erschien.
2018 veröffentlichte der Newcomer Reda Rwena, der kurz bevor beim Major Label Sony Music Entertainment einen Plattenvertrag unterzeichnet hatte, sein Debüt-Mixtape Der Tijartist. Für das Mixtape produzierte Millionarts die Single Schieß scharf feat. Soufian.
Ende 2019 veröffentlichte der Berliner Rapper Mosh36 die Singles JIMI und Merk dir eins, die von Millionarts produziert wurden.
Im Mai 2021 wurde das Debüt-Album Ott sei Dank von dem Rapper O.G. über Epic Records/Sony Music Entertainment veröffentlicht. Die Single Für immer da wurde von Millionarts produziert.
Der französische Rapper Kamikaz veröffentlichte im Juni 2021 sein Album Sofiane. Millionarts produzierte für das Album den Song M3alem. Das Album stieg in den offiziellen französischen Album-Charts auf Platz 58 ein.
Der Frankfurter Rapper Jeyz veröffentlichte im Februar 2023 seine EP Bis hierher lief´s noch ganz gut...2. Für die EP produzierte Millionarts den Remix zu dem Song Glaub mir feat. Jonesmann.
Für das Album Der Junge ohne Herz des Künstlers Fard produzierte Millionarts die gleichnamige Single Der Junge ohne Herz (Opener). Das Album stieg in den deutschen Albumcharts Charts auf Platz 16 und in der Schweizer Hitparade auf Platz 47 ein.

## Credits / Chartplatzierungen als Autoren und Produzenten
| Jahr | Titel Album                                                                                  | Höchstplatzierung, Gesamtwochen, AuszeichnungChartplatzierungen (Jahr, Titel, Album, Platzierungen, Wochen, Auszeichnungen, Anmerkungen) | Höchstplatzierung, Gesamtwochen, AuszeichnungChartplatzierungen (Jahr, Titel, Album, Platzierungen, Wochen, Auszeichnungen, Anmerkungen) | Höchstplatzierung, Gesamtwochen, AuszeichnungChartplatzierungen (Jahr, Titel, Album, Platzierungen, Wochen, Auszeichnungen, Anmerkungen) | Höchstplatzierung, Gesamtwochen, AuszeichnungChartplatzierungen (Jahr, Titel, Album, Platzierungen, Wochen, Auszeichnungen, Anmerkungen) | Anmerkungen                                                       |
| Jahr | Titel Album                                                                                  | DE | AT | CH | FR | Anmerkungen                                                       |
| ---- | -------------------------------------------------------------------------------------------- | --- | --- | --- | --- | ----------------------------------------------------------------- |
| 2016 | Schmerz & Katastroph Zurück zur Straße (Major Movez / Universal Music Group)                 | DE17 (… Wo.)DE | AT41 (… Wo.)AT | CH15 (… Wo.)CH | — | Erstveröffentlichung: 9. September 2016 Interpret(en): Alpa Gun   |
| 2018 | Intro Mocro (Sektor West / Sony Music Entertainment)                                         | DE76 (… Wo.)DE | — | CH15 (… Wo.)CH | — | Erstveröffentlichung: 11. Mai 2018 Interpret(en): Dú Maroc        |
| 2018 | Alles für mich Habuubz Volume 1 (Ruhrpot Elite / Warner Music Group)                         | DE36 (… Wo.)DE | — | CH91 (… Wo.)CH | — | Erstveröffentlichung: 31. August 2018 Interpret(en): Fard         |
| 2018 | Schieß scharf Der Tijarist (069 Clique / Sony Music Entertainment)                           | — | — | — | — | Erstveröffentlichung: 16. November 2018 Interpret(en): Reda Rwena |
| 2020 | JIMI Forever Young (Vertigo / Capitol / Universal Music Group)                               | — | — | — | — | Erstveröffentlichung: 10. April 2020 Interpret(en): Mosh36        |
| 2021 | Für immer da Ott sei Dank (Epic Records / Sony Music Entertainment)                          | — | — | — | — | Erstveröffentlichung: 7. Mai 2021 Interpret(en): O.G.             |
| 2021 | M3alem Sofiane (Treize point deux / Believe)                                                 | — | — | — | FR58 (… Wo.)FR | Erstveröffentlichung: 11. Juni 2021 Interpret(en): Kamikaz        |
| 2024 | Der Junge ohne Herz (Opener) Der Junge ohne Herz (Vertigo / Capitol / Universal Music Group) | DE16 (… Wo.)DE | — | CH47 (… Wo.)CH | — | Erstveröffentlichung: 08. März 2024 Interpret(en): Fard           |